# Cis subtilis
Cis subtilis är en skalbaggsart som beskrevs av Mellié 1848. Cis subtilis ingår i släktet Cis och familjen trädsvampborrare. Inga underarter finns listade i Catalogue of Life.